# 1648

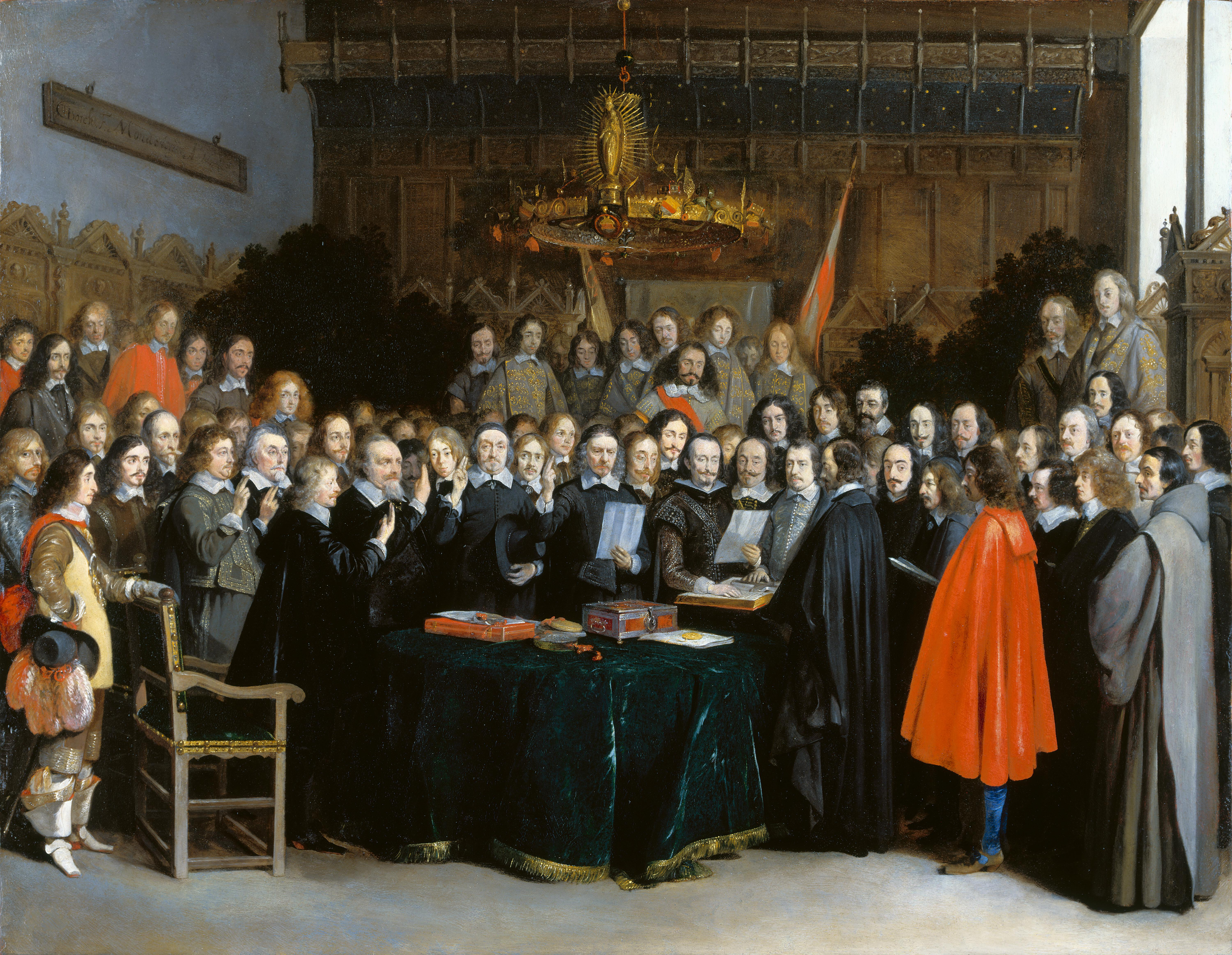
لوحة تجسد مفاوضات معاهدة صلح وستفاليا، حيث يقف رجال الكنسية وملوك أوروبا من أجل قراءة بنود المعاهدة

## أحداث
- 1 مايو: بدء حصار كاندية والذي استمر إلى 27 سبتمبر 1669.
- نهاية الثورة الهولندية في 1648 والتي بدأت في 1568.
- بداية فروند في 1648 والتي انتهت في 1653.
- نهاية حرب الثلاثين عاما في 1648 والتي بدأت في 1618.
- نهاية حرب الثمانين عاما في 1648 والتي بدأت في 1568.
- 24 أكتوبر - اعتراف الدول الأوروبية باستقلال هولندا.

## مواليد
- جان برستيت
- عبد السلام بن الطيب القادري الحسني

## وفيات
- مارين ميرسين